# Aka (demotape)
Aka (アカ) fue la última demotape de MUCC.

## Lista de canciones
1. "Aka / アカ" - Música y Letra:Miya (ミヤ) - 5:37

## Datos de la Demotape
- Fue repartida gratuitamente durante la primera gira del grupo llamada Shinrei taiken bus tour Vol,1.
- Después de la gira no se volvió a distribuir, por lo que se considera un producto de coleccionista y actualmente sólo se puede encontrar esporádicamente en tiendas de segunda mano de música japonesas.
- Fue la primera grabación de YUKKE con el grupo.
- La cinta es de la marca TDK modelo AE 20, y una vez terminada la canción en la cara Al resto está en blanco.
- La cinta no lleva ningún distintivo del grupo.
- La carátula de la cinta en realidad es una pegatina con un número de serie.

## Músicos
- Voz: Tatsurou (達瑯)
- Guitarra: Miya (ミヤ)
- Bajo: YUKKE
- Batería: SATOchi (SATOち)

- Datos: Q5661548